# یانا نووتنا
یانا نووتنا (چکی: Jana Novotná؛ زاده ۲ اکتبر ۱۹۶۸ - درگذشته ۱۹ نوامبر ۲۰۱۷) یک تنیس‌باز اهل جمهوری چک، قهرمان بازی‌های گراند اسلم ویمبلدون در سال ۱۹۹۸ و نفر دوم تنیس زنان جهان بود.

## زندگی حرفه ای
نووتنا در فینال مسابقات ویمبلدون در سال ۱۹۹۳ به استفی گراف باخت. در آن رقابت نووتنا بعد از باخت به شدت شروع به گریه کرد و «دوشس کنت» عضو خانواده سلطنتی بریتانیا که در آن سال‌ها برای اعطای جایزه قهرمانان حضور می‌یافت از جایگاه مخصوص به زمین بازی آمد، نووتنا را در بغل گرفت و به او گفت که وی در آینده نه چندان دور قهرمان ویمبلدون خواهی شد و در سال ۱۹۹۸ پیش‌بینی دوشس کنت به حقیقت پیوست. نووتنا عنوان قهرمانی ۲۴ تورنمنت جهانی تنیس را در کارنامه خود داشت. وی مدت‌ها در جایگاه اول رقابت‌های دو نفره تنیس زنان قرار داشت. نووتنا در ۱۶ گراند اسلم عنوان اول بازی‌های دو نفره را به دست آورده بود و در سال‌های ۱۹۹۳ و ۱۹۹۷ به فینال بازی‌های ویمبلدون راه یافت و سرانجام در سال ۱۹۹۸ با پیروزی بر ناتالی توزیات جام این مهم‌ترین گراند اسلم دنیا را بالای سر برد.

## درگذشت
یانا نووتنا بعد از مدتی مبارزه با بیماری سرطان، سرانجام روز دوشنبه ۱۹ نوامبر ۲۰۱۷ در سن ۴۹ سالگی درگذشت.